# Reprezentacja Sudanu Południowego w koszykówce mężczyzn
Reprezentacja Sudanu Południowego w koszykówce mężczyzn – drużyna, która reprezentuje Sudan Południowy w koszykówce mężczyzn. Powstała w maju 2011. Za jej funkcjonowanie odpowiedzialny jest Związek Koszykówki Sudanu Południowego (SSBA). Trenerami reprezentacji są: Deng Lek i Bil Duany. Swój pierwszy mecz rozegrała 13 lipca 2011 w Dżubie, przegrywając z ugandyjskim klubem Champions Power 84:86.